# Immer noch Liebe!
Immer noch Liebe! (Originaltitel: Lovely, Still) ist ein US-amerikanisches romantisches Filmdrama von Nik Fackler mit Martin Landau und Ellen Burstyn in den Hauptrollen.
In Deutschland erschien der Film am 9. November 2012 direkt auf DVD. Die deutsche Erstausstrahlung war am 17. Dezember 2012 im WDR.

## Handlung
Der einsame Robert Malone verliebt sich in Mary, die Mutter von Roberts Nachbarin Alex. Mit der Hilfe von seinem Chef Mike, entscheidet sich Robert, das erste Mal in seinem Leben, Weihnachten mit einer anderen Person zu verbringen. Verwunderlich ist, wie nachsichtig alle mit dem jähzornigen alten Mann umgehen, einschließlich seines Chefs, in dessen Supermarkt er ganz offensichtlich keine Funktion mehr ausübt. Erst ganz am Ende des Films erfährt der Zuschauer, dass sich die gesamte Handlung innerhalb einer längst bestehenden Familie abspielt. Robert Malone leidet an zunehmender Demenz und erkennt seine Frau Mary nicht mehr. Sie fängt mit Robert deshalb eine „neue“ und glückliche Liebesbeziehung an. Die Firma, in die er noch täglich geht, ist von Robert selbst begründet worden und wird jetzt von seinem Sohn Mike geleitet, Alex ist seine Tochter. Es endet damit, dass er seine Frau nun endgültig nicht mehr erkennt, auch nicht als seine neue Partnerin.

## Hintergrund
Dreharbeiten zu Immer noch Liebe! fanden in Omaha, Nebraska, statt. Der Film feierte seine Premiere am Toronto International Film Festival und wurde weiterhin bei anderen Film-Festivals gezeigt. Nik Fackler wurde in der Kategorie Best First Screenplay für die Independent Spirit Awards nominiert.
Die Produktionskosten betrugen etwa 5.000.000 US-Dollar und nahm weltweit 233.085,90 Dollar ein.

## Kritiken
Die Kritiken zum Film sind überwiegend positiv. Bei Rotten Tomatoes sind 71 % der Kritiken positiv bei insgesamt 21 Bewertungen. Der film-dienst sah eine „bewegende (Fernseh-)Romanze“, die von „zwei vorzüglichen Hauptdarstellern“ getragen werde. Die Geschichte erinnere an die „Kleinstadt-Filme von Frank Capra, wobei sich die Sentimentalitäten stets in Grenzen halten“. Die New York Times befand, die beiden Hauptdarsteller würden die weihnachtlichen Klischees in Form von „gefühlsduseliger Musik“ und „kitschigen Weihnachtslichtern“ kompensieren, ebenso der Regisseur.
Das Branchenblatt Variety schrieb jedoch, es sei „großartig, Martin Landau und Ellen Burstyn in den Hauptrollen glänzen zu sehen“, allerdings lasse Regisseur Fackler den Film mit dem ernsteren Ton in der zweiten Hälfte unglaubwürdig wirken. Die „gekünstelte Darstellung“ von Adam Scott als Supermarkt-Manager und die „ironische Verwendung weihnachtlicher Klischees“ würden den „respektlosen, fast an Hal Hartley erinnernden Tonfall“ noch fördern.